# Rana de árbol

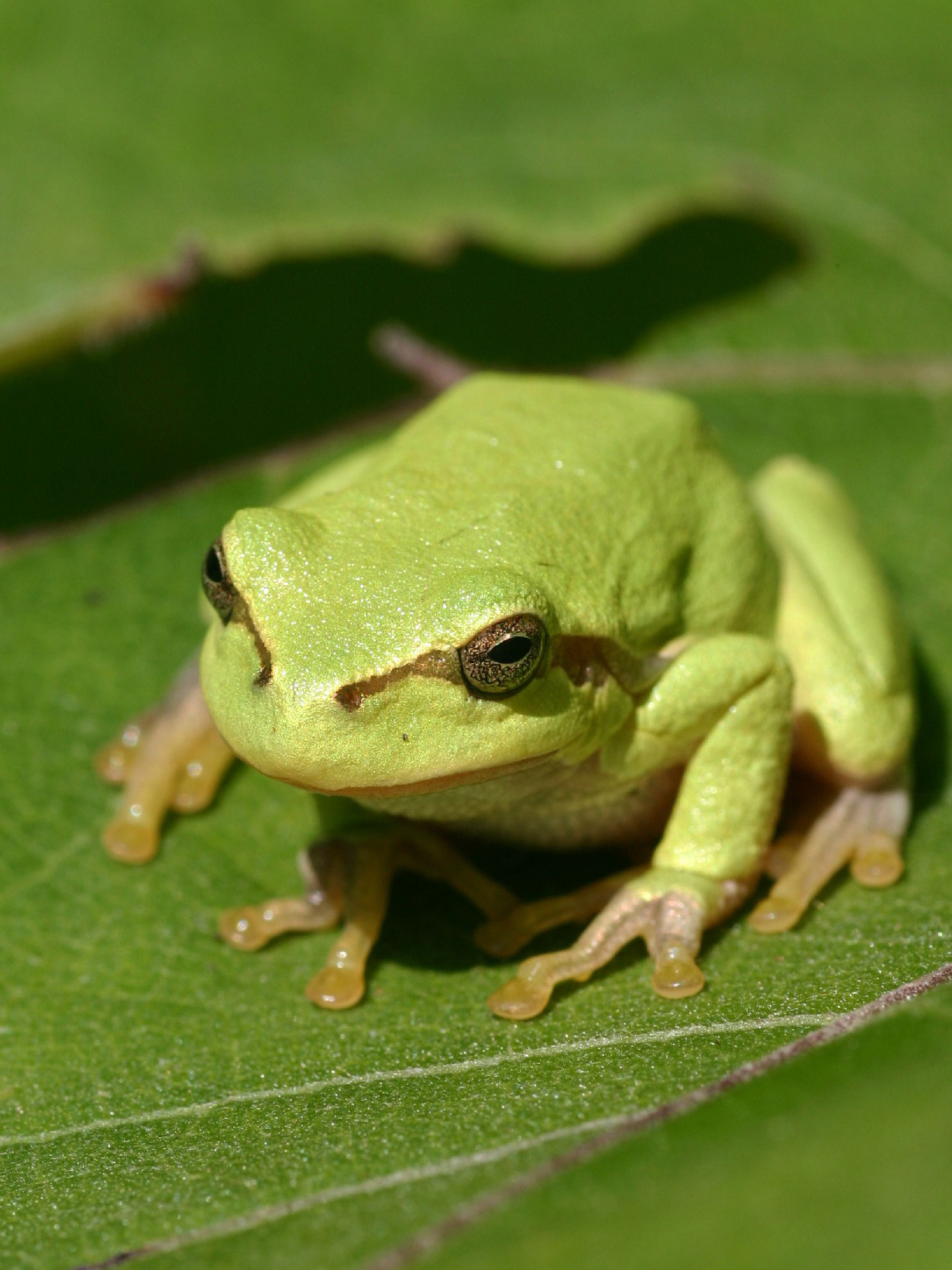
Una rana de árbol europea

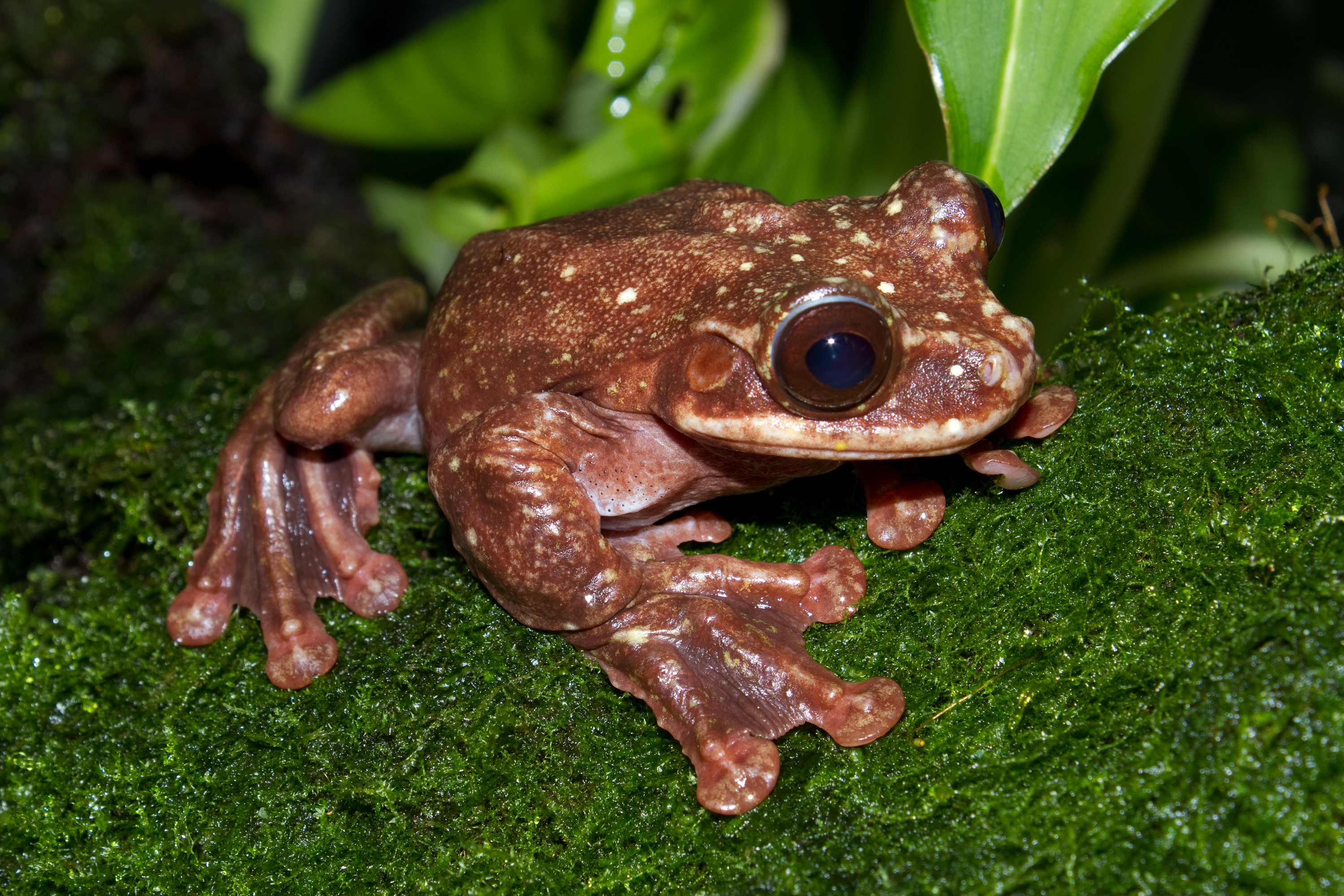
Ecnomiohyla rabborum, rana trepadora de Rabbs. Sólo se sabe que existe un espécimen vivo.

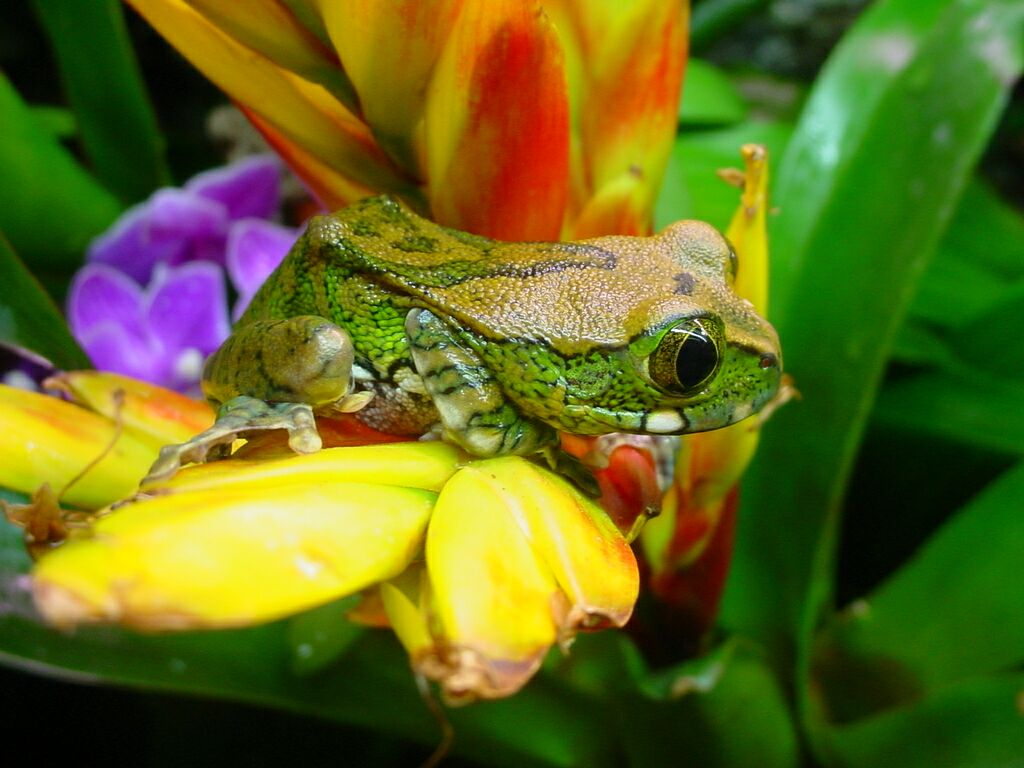
Rana de árbol de ojos grandes, Leptopelis vermiculatus

Las ranas de árbol, más conocidas como ranas arbóreas, son ranas que pasan la mayor parte de su vida en los árboles.
Existen varias líneas de Neobatrachia que han evolucionado hasta convertirse en ranas arbóreas. Estos grupos sólo están distantemente relacionados, pero han evolucionado durante mucho tiempo en condiciones similares. El resultado es que, hoy en día, hay especies de diferentes grupos que se parecen mucho entre sí. Esta es una evolución convergente. Va tan lejos que en casi todos los casos, cuando un grupo ocurre, el otro no. Su distribución actual muestra que en algunos casos el último antepasado común de ambos grupos vivía antes de que desaparecieran los dinosaurios.
Normalmente no descienden al suelo, excepto para aparearse y desovar, aunque algunos construyen nidos de espuma en las hojas y rara vez dejan los árboles como adultos. En algunas especies los huevos se desarrollan directamente en adultos; en otras, la etapa de renacuajo pasa en la piscina de agua de una gran hoja de árbol tropical.
Muchas ranas de árbol pueden cambiar su color para camuflarse mejor. Otras son venenosas (ranas de dardo venenosas) y muestran una coloración de advertencia.
Las ranas arbóreas suelen ser pequeñas, ya que su peso debe ser soportado por las ramas y ramitas de su hábitat. Mientras que algunas alcanzan 10 cm (4 pulgadas) o más, son típicamente más pequeñas y delgadas que las ranas terrestres. Típicos de las "ranas de árbol" son los discos de succión bien desarrollados en las puntas de los dedos; los dedos, así como los miembros, tienden a ser bastante pequeños, lo que resulta en una capacidad de agarre superior. El género Chiromantis es el más extremo a este respecto: puede oponer dos dedos a los otros dos, resultando en un agarre de pinza.

## Familias
Las ranas arbóreas son miembros de estas familias o géneros:
- Los hílidos (Hylidae) o ranas arbóreas "verdaderas" se encuentran en las partes templadas y tropicales de Eurasia, al norte de los Himalayas, Australia y las Américas.
- Las ranas Rhacophoridae, o ranas arbustivas, son las ranas arbóreas de las regiones tropicales alrededor del Océano Índico: África, Sur de Asia y Sudeste de Asia hacia el este hasta la línea de Lydekker.[2] Algunos están en el este de Asia.
- Las ranas Centrolenidae, o ranas de vidrio, están potencialmente relacionadas con los hílidos; estas ranas translúcidas son nativas de América Central y del Sur.
- Los Hyperoliidae, o ranas de caña, están estrechamente relacionados con los Microhylidae que excavan en las madrigueras; estas pequeñas ranas son nativas del África subsahariana.
- Boophis es un género de ranas altamente arbóreas que evolucionaron a partir de los mantélidos terrestres tóxicos de Madagascar.
- Pedostibes, o sapo arbóreo, es un género de miembros altamente arbóreos de los Bufónidos típicamente terrestres.

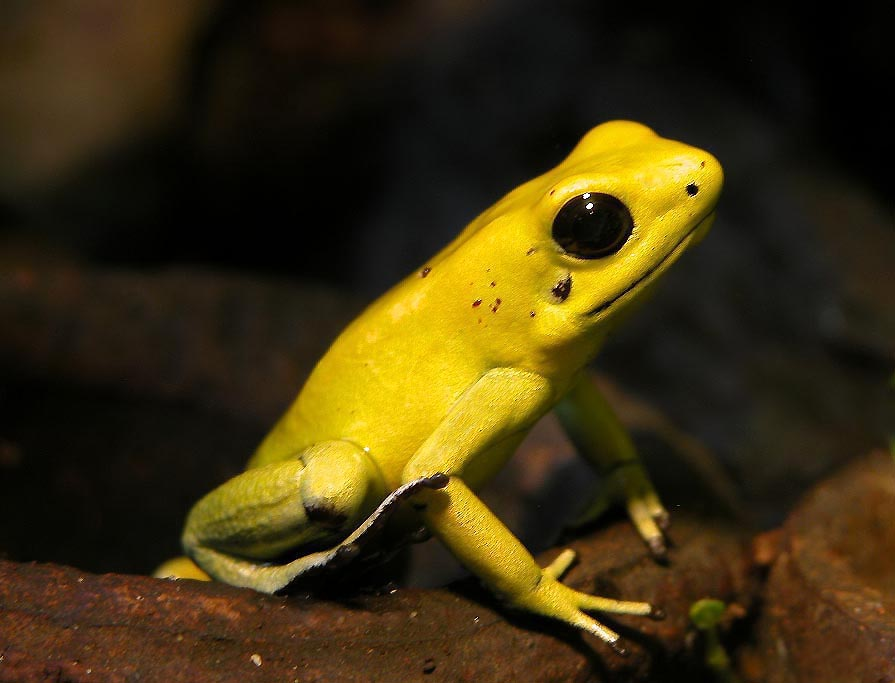
La Rana dardo de oro, el vertebrado más venenoso del planeta.